# Koopmanskerk
De Koopmanskerk (Duits: Kaufmannskirche; Ecclesia Mercatorum ) is een protestants kerkgebouw in Erfurt, Thüringen.

## Vroege geschiedenis

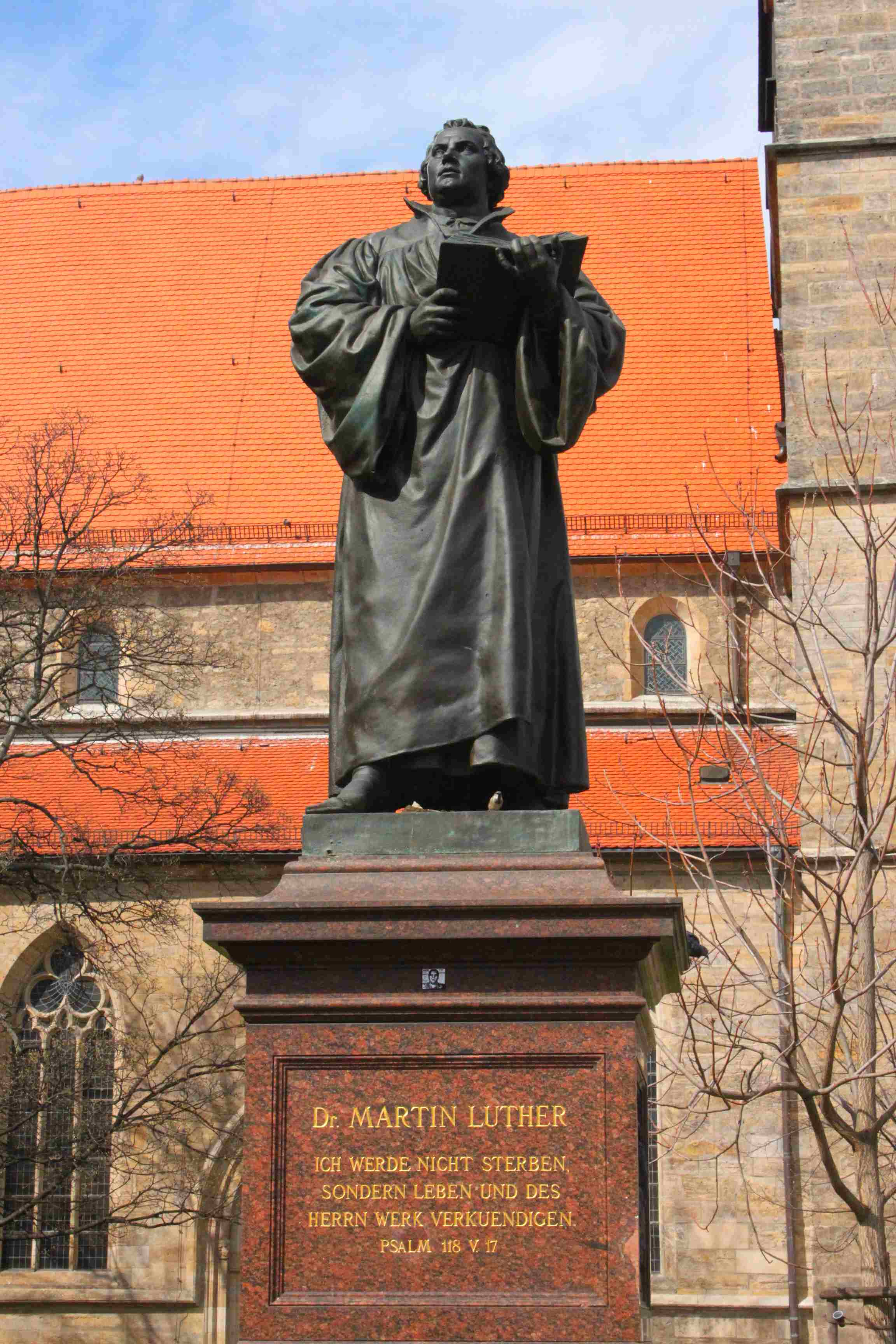
Het bij de kerk staande monument voor Maarten Luther

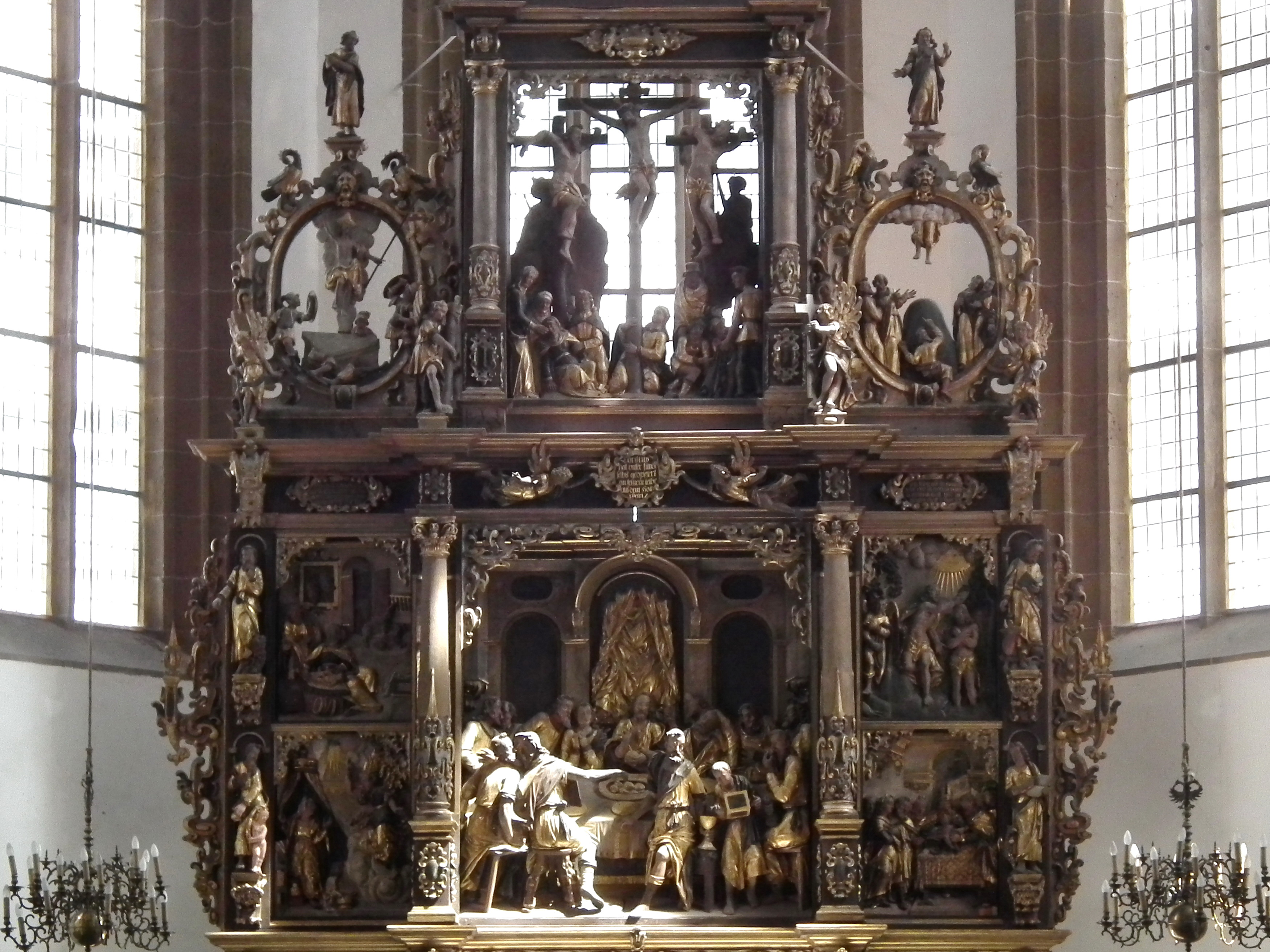
Altaar

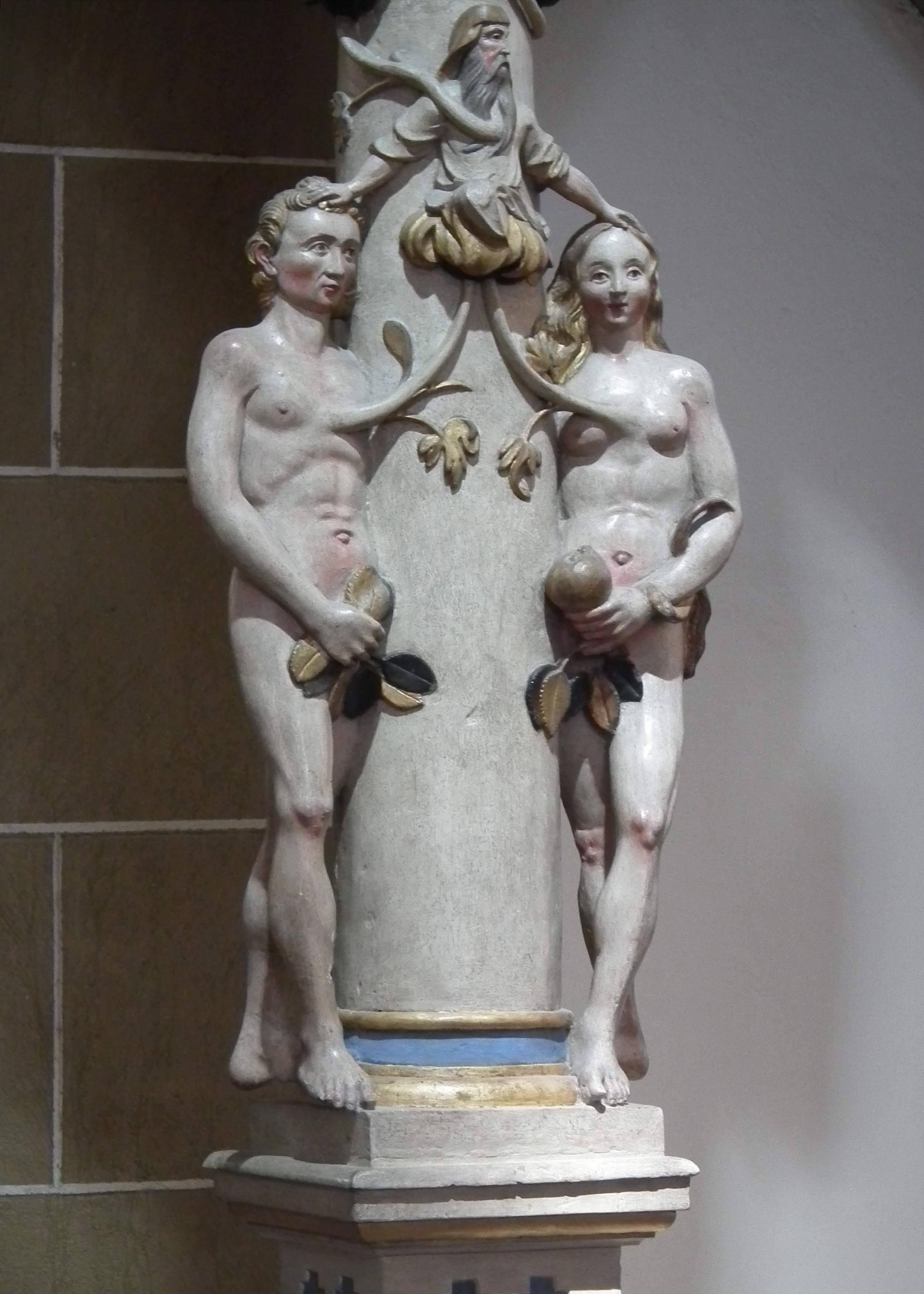
Sokkel kansel

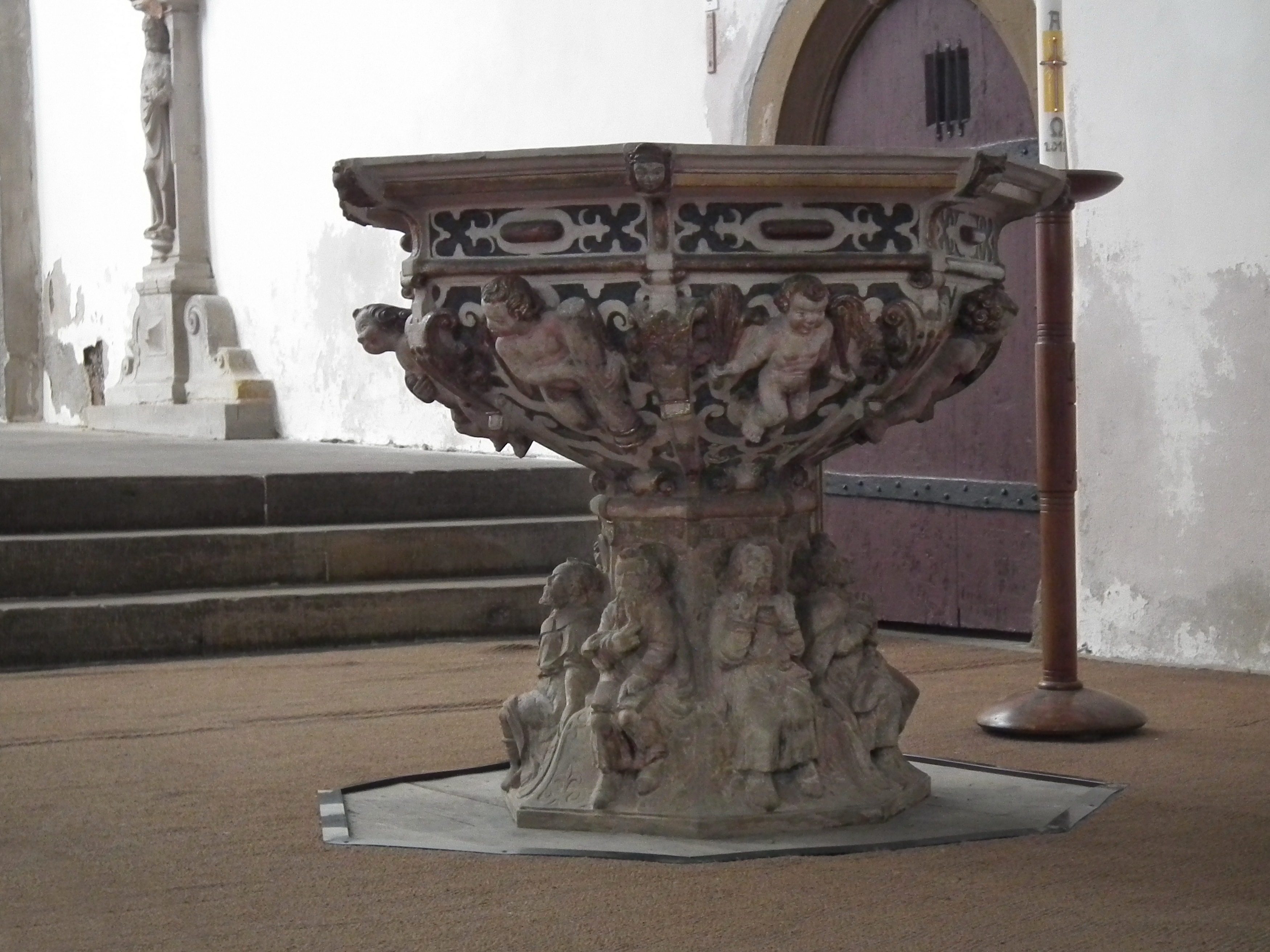
Doopvont

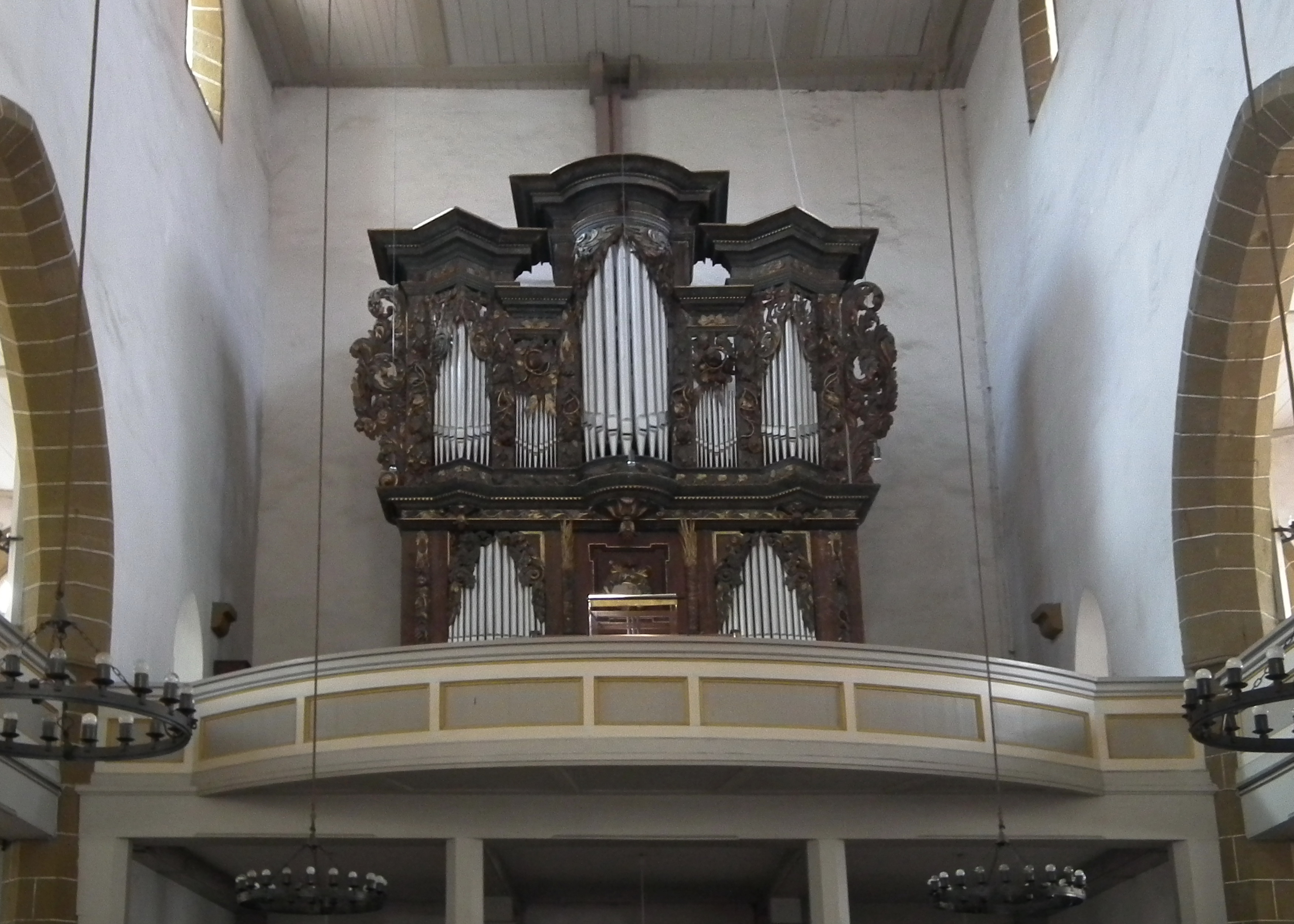
Orgel

De vroege geschiedenis van de kerk is omstreden en varieert van een stichting door Friese kooplieden uit de 8e eeuw tot een hoogmiddeleeuwse stichting. De kerk werd als parochiekerk aan de heilige Gregorius van Utrecht gewijd en het huidige gebouw werd na een brand in 1291 tot 1368 in gotische stijl gebouwd. De Koopmanskerk is de enige parochiekerk van de stad met dubbele torens, terwijl de laatrenaissance inventaris van de kerk uit de jaren 1598-1625 stamt.
De kerk diende als een van de twee hefpunten van de aan de aartsbisschop van Mainz verschuldigde rente, hetgeen het hoge altaar in de kerk verklaart. In de jaren 1636-1650 diende de kerk als garnizoenskerk voor de Zweedse troepen die Erfurt bezetten. In 1668 huwden de ouders van Johann Sebastian Bach in de Koopmanskerk.
Een omvangrijke restauratie van de kerk volgde in de periode 1855-1865, waarbij ook de galerijen ingebouwd. In 1944 werd de kerk door een luchtmijn zwaar beschadigd, maar tot 1952 hersteld. In 1955 werd het altaar gerestaureerd, in 1987 tot 1992 de kansel, in 1994 de zuidelijke toren en in 2001 de noordelijke toren. Buiten de kerk werd in 1917 een stenen kruis toegevoegd, waarop wordt herinnerd aan de gebeurtenis dat Maarten Luther op 22 oktober 1522 in de kerk preekte.
De ten noorden van de kerk gelegen pastorie werd in 1965 uit verkeerstechnische motieven afgebroken. Het barokke gebouw stamde uit het begin van de 18e eeuw. De bemoeienissen van het Instituut voor Monumentenzorg om de pastorie te behouden waren tevergeefs.
Op 28 juni 2009 werd met een dank- en doopdienst de afsluiting van de restauratie van het 400 jaar oude doopvont van de kerk gevierd.
Volgens plannen zou de Koopmanskerk naast de religieuze functie ook een culturele en sociale functie krijgen. Daarvoor zouden de galerijen en kerkbanken worden verwijderd. In de zuidelijke richting wil men een modern, rechthoekig glazen gebouw aanbouwen.

## Inrichting

#### Hoogaltaar
In 1625 werd het 8,5 meter hoge en 3,6 meter brede hoogaltaar van lindenhout door de gebroeders Friedemann in de koorruimte opgericht. Dit gebeurde nadat het oorspronkelijke altaar in 1594 door het neerstorten van het gewelf werd verwoest. Waarschijnlijk vanwege de uitbraak van de Dertigjarige Oorlog werd het altaar pas in 1671 beschilderd en verguld.
Op het centrale deel van het vleugelaltaar wordt het Avondmaal voorgesteld. Het linker vleugelreliëf toont de Verkondiging (onder) en de Geboorte (boven). Het rechter vleugelreliëf stelt de Besnijdenis (onder) en de Doop (boven) voor. Beide zijvleugels worden naar buiten toe afgesloten door de beelden van de evangelisten.
In de open bovenbouw staat de Kruisiging centraal, geflankeerd door de Opstanding (links) en de Hemelvaart (rechts). Daarboven wordt links boven het Jongste Gericht en rechts de Verdoemenis voorgesteld. Geheel in de top bevindt zich Christus als Wereldrechter op een regenboog, geflankeerd door Mozes, Johannes en hoofden van engelen. Op de predella staat in de talen Latijn, Aramees, Hebreeuws en Grieks de woorden Dit is mijn lichaam, dit is mijn bloed (Mattheus 26: 26-28)

#### Kansel
Eveneens door de gebroeders Friedemann werd in 1598 de zeven meter hoge kansel aan de zuidelijk pijler van de triomfboog gebouwd. Sinds de restauratie in de 19e eeuw bevindt de kansel zich aan de huidige noordelijke kant. De sokkel van de kansel wordt begeleid door de zandstenen beelden van Adam en Eva die de mensheid symboliseren. Boven Adam en Eva bevindt zich een via een rank verbonden zegenende Abraham en daarboven Isaak, Jacob en Jesse. Onder de kanselkuip zijn koning David, Maria met het Kind en de stamvaders van Jezus te herkennen.
Aan de kanselkuip zelf wordt een Man van Smarten uitgebeeld, een profeet, Johannes de Doper en een beeld dat caritas voorstelt. Het klankbord van de kansel wordt versierd met de beelden van Jezus en de kerkvaders Ambrosius, Augustinus, Hieronymus en Gregorius. De kanseltrap wordt met zes basreliëfs versierd die de geloofsbelijdenis van de schepping via de verlossing tot de heiliging verbeelden. Ook zijn er reliëfs van het Avondmaal en het Jongste Gericht. Op de deur zijn twee reliëfs aangebracht met de Latijnse woorden Ik ben de deur tot de schapen; het eerste reliëf beeldt dieven uit die een schapenstal binnensluipen, het tweede reliëf hoe de kudde ten slotte weer teruggevoerd wordt.

#### Doopvont
Uit een anonieme notitie in de kronieken blijkt dat het eveneens uit het atelier van de gebroeders Friedemann stammende doopvont tijdens het Paasfeest in 1608 in de koorruimte werd opgesteld. Het werd uit zandsteen gehouwen en is 1,07 meter hoog, 55 centimeter breed en heeft een doorsnee van 1,22 meter. De zevenkante sokkel wordt door oudtestamentische profeten omzoomd. De cuppa wordt omlijst met gevleugelde putten met martelwerktuigen, die het Nieuwe Testament symboliseren. Het doopvont is zo diep omdat vroeger kinderen bij de doop werden ondergedompeld. Dit gebruik wordt niet meer toegepast en daarom bevindt zich over het bekken een vlakke messing doopschaal.

#### Orgel
Het eerste orgel werd in 1511 gebouwd. In 1686 werd het door een nieuw orgel vervangen , dat in 1911 opnieuw vernieuwd werd. Het huidige orgel dateert uit 1957 en werd door de firma Schuster & zoon gebouwd. De barokke orgelkas bleef bewaard.

#### Schilderijen
Aan de noordelijke muur van het kerkschip bevinden zich onder de orgelgalerij twee schilderijen van de Erfurter schilder Christian Richter. Het ene schilderij toont de Zweedse overste/stadscommandant Caspar Ermes met zijn zoon en het andere zijn vrouw Anna met haar twee overleden kinderen. Op de achtergrond van het schilderij van Caspar Ermes is een afbeelding van de stad Erfurt te zien. Het werd in 1650 geschilderd en dat van zijn vrouw vijf jaar eerder. Een groter schilderij bevindt zich aan de noordelijke muur in het zuidelijke zijschip. Afgebeeld wordt de in 1680 overleden magistraat Nikolaus Stenger, die lange tijd als predikant aan de kerk verbonden was en bovendien als professor werkte aan de universiteit van Erfurt. Op de achtergrond is de oudst bekende afbeelding van de Koopmanskerk te zien.

#### Epitafen
Talrijke epitafen sieren de muren van het koor. Vermoedelijk overleefden de drie grote epitafen het instorten van het gewelf in 1594. In het hele kerkschip zijn epitafen en grafmonumenten uit de periode van de 14e tot de 17e eeuw te vinden.